# 人文公園夜市
人文公園夜市起於西元2009年/民國98年 
根據南華傳播系於西元2009年的報導「民國九十八年底改名為斗六人文公園夜市重新開張 （页面存档备份，存于）」
以及網友提供當時的訊息 該地旗子上寫著「斗六人文公園夜市預定地 （页面存档备份，存于）」。
可以知道原本的斗六夜市因要進行市地重劃，所以才有計畫性的遷移到了先今的位置，形成了今天的斗六人文夜市。
斗六人文夜市被另稱為人文公園夜市
亦或稱「新斗六夜市」，名稱與之前舊的斗六夜市有所區別。
臺灣省雲林縣斗六市的流動型夜市,乃雲林縣最大的夜市。
地點位於明德路與公理路間，在雲林科大對面的空地，中間隔著人文公園的綠地。
斗六人文夜市於每週二與六營業
但週二的規模較小,攤販數也較少 
故也有人稱 星期六夜市。
目前名稱改為斗六觀光夜市，位置搬遷至鎮南路雲林太子宮旁

## 沿革
該夜市的前身為斗六夜市，比現在的規模小一點，但仍是當時斗六最大的夜市。又稱為受天宮夜市、成功夜市、星期六夜市。
由於原本的斗六夜市要進行市地重劃，所以才有計畫性的遷移。
2009年選定現在的位置，因新地點就在人文公園旁故取名人文公園夜市，於隔年的1月9日開幕。

## 概況
佔地3000坪，據說擁有1200個攤位，實際攤販數不明。另有提供免費停車場，約200坪。共劃分美食小吃、流行服飾、精品百貨、休閒娛樂等四大區域。而攤位為了更吸引目光，多會在攤販上方豎起高高的商家廣告旗幟，方便遊客在外面便能看到旗子吸引注意，旗海飄揚亦構成一大特色。

## 競爭對手
- 雲林縣斗六市的斗六夜市（舊斗六夜市、受天宮夜市）
- 雲林縣斗南鎮的斗南夜市

## 外部連結
- （繁體中文）斗六人文公園夜市的Facebook （页面存档备份，存于）
- （繁體中文）斗六附近夜市的營業時間與地點資訊 （页面存档备份，存于）